# Funkcja stała

Przykłady funkcji stałych

Funkcja stała – funkcja przyjmująca tę samą wartość niezależnie od argumentu. Wykres stałej funkcji liczbowej to prosta pozioma (równoległa do osi OX).

## Definicja
Niech {\displaystyle X,Y} będą niepustymi zbiorami. Funkcją stałą nazywa się funkcję {\displaystyle f\colon X\to Y} taką, że {\displaystyle \forall _{x_{1},x_{2}\in X}\;f(x_{1})=f(x_{2}).}

## Przykłady
- {\displaystyle f\colon \mathbb {R} \to \mathbb {R} ,\;f(x)=2}
- {\displaystyle g\colon \mathbb {Z} \to \{1\},\;x\mapsto 1}
- Każda funkcja liniowa {\displaystyle y=ax+b} dla {\displaystyle a=0}

## Rachunek różniczkowy
Funkcja różniczkowalna {\displaystyle f:\mathbb {R} \to \mathbb {R} } jest funkcją stałą wtedy i tylko wtedy, gdy jej pochodna jest tożsamościowo równa zero.

## Teoria obliczeń
Funkcje stałe mają ważne znaczenie w teorii obliczeń: w rachunku kombinatorów kombinator stały (generujący funkcje stałe) i kombinator rozdzielonej aplikacji tworzą już kompletny system umożliwiający obliczenie dowolnej funkcji.